# 감치
감치(監置, detention)는 형사절차와는 별개로 법정질서위반자, 의무 불이행자 등에 대해 법원이 재판장의 명령에 따라 사법경찰관리ㆍ교도관ㆍ법원경위 또는 법원사무관 등으로 하여금 구속하게 하여 교도소ㆍ구치소 또는 경찰서 유치장에 가두는 것으로 최대 30일 인신구속하는 것을 말한다.

## 법원조직법
법원이 직권으로 법정 내외에서 제58조제2항의 명령(법정의 질서유지를 담당하는 재판장이 법정의 존엄과 질서를 해칠 우려가 있는 사람의 입정 금지 또는 퇴정을 명할 수 있고, 그 밖에 법정의 질서유지에 필요한 명령을 할 수 있다.) 또는 제59조(법정 안에서 재판장의 허가 없이 녹화, 촬영, 중계방송 등의 행위 금지)를 위반하는 행위를 하거나 폭언, 소란 등의 행위로 법원의 심리를 방해하거나 재판의 위신을 현저하게 훼손한 사람에 대하여 결정으로 20일 이내의 감치(監置)에 처하거나 100만원 이하의 과태료를 부과할 수 있는 것을 말한다. 이 경우 감치와 과태료는 병과(倂科)할 수 있다. 경찰서 유치장이나 법무부 교정시설에 당사자를 구속하여 24시간 이내에 감치재판을 진행한다. 이에 불복할 때는 3일 이내에 항고를 할 수 있다.
2012년 58건 감치재판이 열려 25건에서 감치 결정됐으며 2013년 44건에서 20건, 2014년 55건에서 11건이다.
2015년 4월 광주지방법원에서 지인에게 실형을 선고한 판사에게 "죽여버릴 거야"라고 말하고 5분여간 소란을 피워 감치했다.
수원지방법원에서 2016년 9월 2일 재판장에게 욕설을 하고 법정을 빠져나오며 출입문에 발길질해서 감치했다.
서울중앙지방법원 서관 320호 법정에서 형사2단독 판사는 모욕죄 재판을 진행하면서 오후 4시경 변론을 종결하고 선고를 하자 최후진술에서 "헌법재판소의 위헌심사권을 침해하지 말 것"을 말한 피고인이 "판사 이동희를 직권남용죄 현행범으로 체포하겠습니다"라고 말한 직후 "감치 20일에 처한다"고 하면서 법원직원으로 하여금 구속하게 했다.
서울중앙지법 형사합의25-2부(부장판사 임정엽·권성수·김선희)는 정경심 교수의 업무방해죄 결심공판에서 검사가 구형을 할 때 "개소리하네"라고 말한 사람에 대해 재판이 진행되는 2시간 동안 구속하고 재판을 마친 이후 휴정을 거쳐 감치재판을 열고 "작은 소리로 말했다"며 반성의 뜻을 보이자 "처벌하지 않기로 하는 대신 방청권을 압수"하여 선고기일에 법정 입장을 제한했다.

## 형사소송법
- 피고인이 정당한 사유 없이 보석조건을 위반한 경우에는 결정으로 1천만원 이하의 과태료를 부과하거나 20일 이내의 감치에 처할 수 있다.(102조 3항)
- 소환장을 송달받은 증인이 정당한 사유 없이 출석하지 아니한 때에는 결정으로 당해 불출석으로 인한 소송비용을 증인이 부담하도록 명하고, 500만원 이하의 과태료를 부과할 수 있으며 과태료 재판을 받고도 정당한 사유 없이 다시 출석하지 아니한 때에는 결정으로 증인을 7일 이내의 감치에 처할 수 있다. 이때 심문기일을 열어 증인을 소환한다.(151조)

## 민사소송법
- 증인이 정당한 사유 없이 출석하지 아니한 때에 법원은 결정으로 증인에게 이로 말미암은 소송비용을 부담하도록 명하고 500만원 이하의 과태료에 처하며 이렇게 과태료의 재판을 받고도 정당한 사유 없이 다시 출석하지 아니한 때에는 결정으로 증인을 7일 이내의 감치(監置)에 처한다. 법원은 감치재판기일에 증인을 소환하여 제2항의 정당한 사유가 있는지 여부를 심리하여야 한다.(311조)

## 질서행위위반 규제법
법령에 의하여 부과된 과태료를 납부하지 않은 당사자에 대해 법원에 청구하여 과태료 납부시까지 일정기간 구금(拘禁)하여 과태료 납부를 간접강제하는 제도로 감치는 과태료 납부를 강제시키기 위한 일종의 민사적 제재로 과태료 체납자에 대한 형사제재가 아니다.

## 관련 조문
민사집행법 제68조 (채무자의 감치 및 벌칙) ①채무자가 정당한 사유 없이 다음 각호 가운데 어느 하나에 해당하는 행위를 한 경우에는 법원은 결정으로 20일 이내의 감치(감치)에 처한다.
1. 명시기일 불출석
2. 재산목록 제출 거부
3. 선서 거부
③법원은 감치재판 기일에 채무자를 소환하여 제1항 각호의 위반행위에 대하여 정당한 사유가 있는지 여부를 심리하여야 한다.
④제1항의 결정에 대하여는 즉시항고를 할 수 있다.
⑤채무자가 감치의 집행중에 재산명시명령을 이행하겠다고 신청한 때에는 법원은 바로 명시기일을 열어야 한다.
⑥채무자가 제5항의 명시기일에 출석하여 재산목록을 내고 선서하거나 신청채권자에 대한 채무를 변제하고 이를 증명하는 서면을 낸 때에는 법원은 바로 감치결정을 취소하고 그 채무자를 석방하도록 명하여야 한다.

## 같이 보기
- 구류
- 징역